# Johan Hagman
Johan Hagman (* 1. September 1981) ist ein ehemaliger schwedischer Fußballtorhüter.

## Werdegang
Hagman entstammt der Jugend von Lerums IS, für den er auch im Erwachsenenbereich debütierte. Vor Beginn der Zweitliga-Spielzeit 2006 wechselte er zum Zweitligaaufsteiger Qviding FIF in die Superettan. Dort bestritt er 29 der 30 Saisonspiele, stieg mit der Mannschaft jedoch am Saisonende in die drittklassige Division 1 ab. Zwar gelang der sofortige Wiederaufstieg, beim Göteborger Klub war er jedoch ins zweite Glied gerückt und bestritt bis zum erneuten Abstieg am Ende der Zweitliga-Spielzeit 2009 lediglich sieben weitere Partien in der zweithöchsten Spielklasse. Abermals währte der Aufenthalt in der Drittklassigkeit nur eine Spielzeit, als erneut erster Torhüter lief er in der Zweitliga-Spielzeit 2011 in 24 Saisonspielen auf. Nach nur einem Saisonsieg und insgesamt elf Punkten hielt die Mannschaft erneut nicht die Klasse. In der dritten Liga spielte er noch zwei Spielzeiten für den Klub.
Im Dezember 2013 unterzeichnete Hagman einen Ein-Jahres-Vertrag beim ebenfalls in der dritten Liga spielenden Lokalrivalen Örgryte IS. Hier blieb ihm im Ligabetrieb lediglich die Rolle des Ersatzmanns. Nachdem er nach Auslaufen seines Vertrages zum Jahresende 2014 kurzzeitig ohne Verein gewesen war, verpflichtete der Erstligist IFK Göteborg ihn im April 2015 als erfahrenen dritten Torhüter bis zum Jahresende für die Allsvenskan. Danach war er noch einmal ein Jahr lang im Kader von Qviding, wo er danach seine Karriere auch beendete.